# ユルキ・カタイネン
ユルキ・タパニ・カタイネン（フィンランド語: Jyrki Tapani Katainen、1971年10月14日 - ）は、フィンランドの政治家。第63代首相（2011年 - 2014年）や欧州委員会委員（2014年 - 2019年）を歴任した。

## 経歴
フィンランドのシーリンヤルビで生まれ育ち、1993年にシーリンヤルビの市議会議員になるまでの間は非常勤講師として過ごした。1999年に北サヴォ県からエドゥスクンタ（フィンランド国会）に当選し、2001年から党首になる2004年までその副議長を務めた。
2003年3月、欧州人民党 (EPP) の副党首に選出され、3年間務めた。
2007年の議会選挙では、カタイネンの国民連合党は躍進し、フィンランド社会民主党を抑え第2党となった。この結果、フィンランド中央党、国民連合党、緑の同盟、スウェーデン人民党の連立内閣となり、カタイネンは財務大臣および副首相となった。
2008年11月、『フィナンシャル・タイムズ』紙はカタイネンをヨーロッパで最高の財務大臣と評価している。2011年4月の議会選挙では、中道右派である国民連合党が独立フィンランドとしては初めて第一党となった。長い政府形成交渉の末、6政党（国民連合党、フィンランド社会民主党、左翼同盟、緑の同盟、スウェーデン人民党、キリスト教民主党）の連立内閣となり、カタイネンは2011年6月22日にタルヤ・ハロネン大統領により正式に首相に任命された。
2014年6月24日、欧州委員会の経済・通貨問題・ユーロ担当委員に就くため、首相を辞任した。欧州委員には7月16日に就任、このときに副委員長にも選出された。同年11月に欧州委員会委員長がジョゼ・マヌエル・ドゥラン・バローゾからジャン＝クロード・ユンケルに交代してユンケル委員会が発足すると、副委員長兼雇用・成長・投資・競争力担当委員に任命された。
2019年欧州議会議員選挙が迫ると、ユンケルの後任の委員長候補に目された。しかし、2018年6月、委員長に立候補はせず、ユンケル委員会の任期満了をもって政界を引退する意向を表明した。